# 412-й гвардейский гаубичный артиллерийский полк
412-й гвардейский гаубичный артиллерийский полк  — воинское подразделение Вооружённых Сил СССР в Великой Отечественной войне.

## История
Полк сформирован путём преобразования  1216-го корпусного артиллерийского полка  18.12.1945 года.
В составе действующей армии с 28.02.1945 по 11.05.1945 года.
- О боевом пути полка смотри статью 61-я гвардейская корпусная артиллерийская бригада
- О боевом пути бригады смотри статью 37-й гвардейский стрелковый корпус

## Полное наименование
- 412-й гвардейский гаубичный артиллерийский полк

## Подчинение
| Дата            | Фронт (округ)        | Армия                 | Корпус                             | Дивизия | Бригада                                           | Примечания |
| --------------- | -------------------- | --------------------- | ---------------------------------- | ------- | ------------------------------------------------- | ---------- |
| 01.03.1945 года | 2-й Украинский фронт | 9-я гвардейская армия | 37-й гвардейский стрелковый корпус | -       | 61-я гвардейская корпусная артиллерийская бригада | -          |
| 01.04.1945 года | 3-й Украинский фронт | 9-я гвардейская армия | 37-й гвардейский стрелковый корпус | -       | 61-я гвардейская корпусная артиллерийская бригада | -          |
| 01.05.1945 года | 3-й Украинский фронт | 9-я гвардейская армия | 37-й гвардейский стрелковый корпус | -       | 61-я гвардейская корпусная артиллерийская бригада | -          |